# IT-kanalen
IT-kanalen är en svensk betalkanal fokuserad på data, internet och IT. Den drivs av ? (tidigare även Sveriges television). Kanalen startades i januari 2006, men enbart ett fåtal nordiska operatörer distribuerar kanalen. Kanalen har dock expanderat starkt i vissa orter. 
Deras nuvarande vinjett består av deras logotyp som snurrar fem varv runt, där det nedan finns ett grått fält där det i vit text står "Den nya kanalen för IT-folk" (slogan).
Kanalen finansieras via reklam.